# Reppen (Naundorf)
Reppen ist ein Ortsteil der Gemeinde Naundorf im Landkreis Nordsachsen in Sachsen.

## Geografie und Verkehrsanbindung
Reppen liegt 6 km entfernt nordöstlich des Ortskerns von Naundorf. Unweit nördlich  verläuft die B 6 und weiter entfernt östlich die B 169.

## Söhne und Töchter
- Helga Gäbler (1923–2016), Autorin, erhielt im Jahr 2015 als „Auszeichnung für das Lebenswerk“ den Ur-Krostitzer Jahresring.[1][2]